# الحمرا (يريم)

تعديل مصدري - تعديل

الحمرا محلة تابعة لقرية الخرابة، التابعة لعزلة عراس بمديرية يريم إحدى مديريات محافظة إب في الجمهورية اليمنية.، بلغ تعداد سكانها 72 حسب تعداد اليمن لعام 2004.